# Coreia do Sul na Universíada de Verão de 2021
A Coreia do Sul participou da Universíada de Verão de 2021, que aconteceu em Chengdu, na China, entre 28 de julho e 8 de agosto de 2023.
Foram 249 atletas — 150 masculinos e 99 femininos — em todas as 17 modalidades olímpicas e uma não olímpica — o wushu.

## Competidores
Estas foram as modalidades e atletas que disputaram a edição:
| Esporte             | Masculino | Feminino | Total |
| ------------------- | --------- | -------- | ----- |
| Atletismo           | 18        | 6        | 24    |
| Badminton           | 6         | 6        | 12    |
| Basquetebol         | 12        | 0        | 12    |
| Esgrima             | 12        | 12       | 24    |
| Ginástica artística | 5         | 5        | 10    |
| Ginástica rítmica   | 0         | 2        | 2     |
| Judo                | 7         | 7        | 14    |
| Natação             | 11        | 11       | 22    |
| Polo aquático       | 13        | 0        | 13    |
| Remo                | 5         | 5        | 10    |
| Saltos ornamentais  | 6         | 6        | 12    |
| Taekwondo           | 13        | 13       | 26    |
| Tênis               | 3         | 4        | 7     |
| Tênis de mesa       | 5         | 5        | 10    |
| Tiro                | 11        | 9        | 20    |
| Tiro com arco       | 6         | 6        | 12    |
| Voleibol            | 12        | 0        | 12    |
| Wushu               | 5         | 2        | 7     |
| Total               | 150       | 99       | 249   |

## Medalhas

### Por modalidade
Estas foram as medalhas por modalidade nesta edição:
| Esporte             | Medalha de ouro | Medalha de prata | Medalha de bronze | Total de medalhas |
| ------------------- | --------------- | ---------------- | ----------------- | ----------------- |
| Taekwondo           | 7               | 1                | 5                 | 13                |
| Tiro com arco       | 4               | 3                | 1                 | 8                 |
| Tiro                | 3               | 2                | 2                 | 7                 |
| Judô                | 2               | 4                | 4                 | 10                |
| Esgrima             | 1               | 2                | 1                 | 4                 |
| Saltos ornamentais  | 0               | 4                | 4                 | 8                 |
| Badminton           | 0               | 1                | 1                 | 2                 |
| Wushu               | 0               | 1                | 1                 | 2                 |
| Ginástica artística | 0               | 0                | 2                 | 2                 |
| Natação             | 0               | 0                | 1                 | 1                 |
| Tênis               | 0               | 0                | 1                 | 1                 |
| Total               | 17              | 18               | 23                | 58                |